# Дарнинг, Деннис Винсент
Деннис Винсент Дарнинг (англ. Dennis Vincent Durning, 18 мая 1923 года, Джермантаун, США — 21 февраля 2002 года, Моши, Танзания) — католический прелат, первый епископ Аруши с 1 мая 1963 года по 6 марта 1989 года. Член монашеской конгрегации Святого Духа.

## Биография
Родился в 1923 году в американском городе Джермантаун, штат Филадельфия. После получения среднего образования вступил в монашескую конгрегацию Святого Духа. В 1944 году принёс первые монашеские обеты. 3 июня 1949 года был рукоположён в священники в монашеской конгрегации Святого Духа. В сентябре 1950 года прибыл в Танзанию на миссию среди народа масаи в район Килиманджаро. Служил викарием в приходе селения Машати (1950—1954), настоятелем в этом же приходе (1954—1956).
1 мая 1963 года римский папа Иоанн XXIII создал новую епархию Аруши и назначил Денниса Винсента Даринга её первым епископом. 28 мая 1963 года в соборе святых Петра и Павла в Филадельфии состоялось его рукоположение в епископы, которое совершил архиепископ Филадельфии Джон Джозеф Крол в сослужении с титулярным епископом Темнуса Фрэнсисом Джеймсом Фареем и титулярным епископом Тигиаса Джералдом Винсентом МакДевиттом.
Во время его служения численность католиков в епархии Аруши увеличилась в 6 раз, местное священство возросло от одного священника до двадцати двух.
Участвовал во Втором Ватиканском соборе.
6 марта 1989 года вышел на пенсию. Проживал в приходе Святого Духа в селении Башай-Ламбо епархии Мбулу. Скончался 21 февраля 2002 года в госпитале Моши. Был похоронен в приходском храме в селении Нгаренаро. Позднее его тело было перевезено в Моши и захоронено в соборе Святой Терезы.